# 1588 az irodalomban

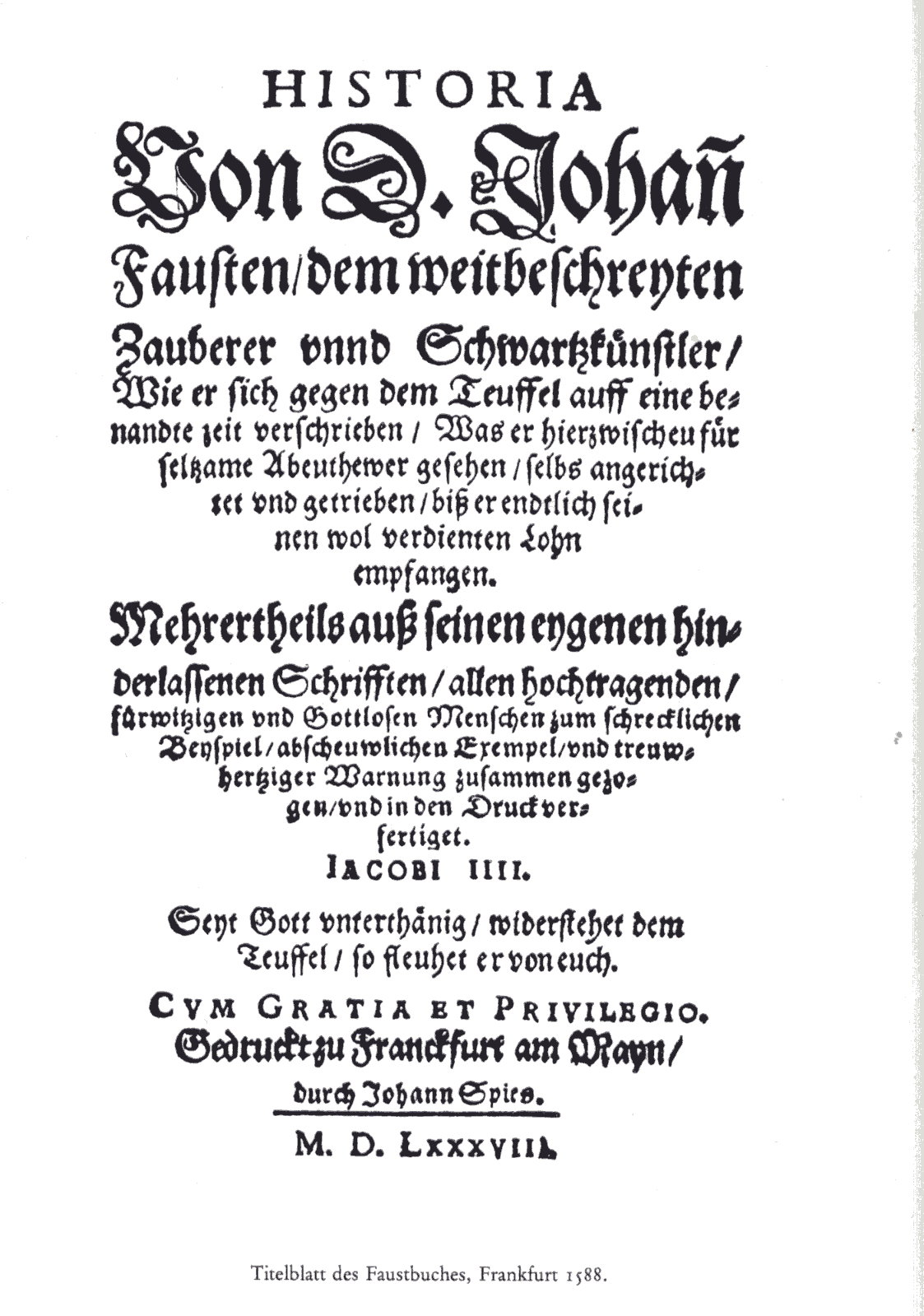
Historia von D. J. Fausten…

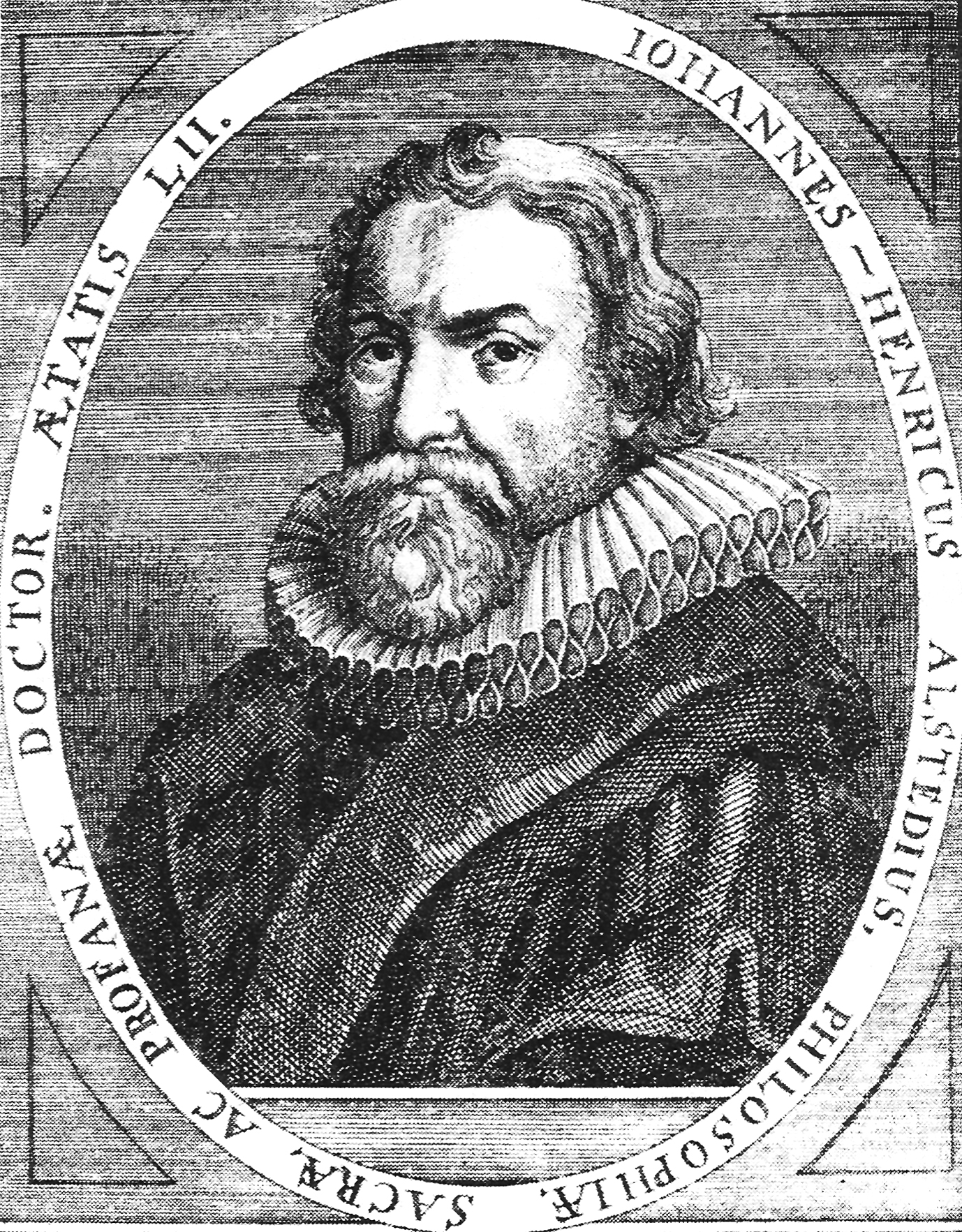
J. H. Alsted

Az 1588. év az irodalomban.

## Új művek
- Német népkönyv jelenik meg: Historia von D. J. Fausten, dem weitbeschreyten Zauberer und Schwartzkünstler (Dr. Johann Faust, hírhedt varázsló és mágus történetéről).[1]

## Születések
- március közepe – Johann Heinrich Alsted (Alstedius) német protestáns teológus, filozófus és polihisztor; az ő enciklopédiája adta a mintát Szenczi Molnár Albert Magyar encyclopaediájához († 1638)
- április 5. – Thomas Hobbes angol filozófus († 1679)

## Halálozások
- június 3. (?) – Sperone Speroni itáliai író, drámaíró, humanista filozófus (* 1500)[2]
- november 1. – Jean Dorat francia író, hellénista; Pierre de Ronsard tanítómestere  (* 1508)
- 1588 – Louis Bellaud provence-i okcitán nyelvű költő, író (* 1543)